# Lyes Hammadouche
 (août 2025).
Motif : Aucune des sources fournies ne semble prouver l’admissibilité
- Archive Wikiwix
- Bing
- Cairn
- DuckDuckGo
- E. Universalis
- Gallica
- Google
- G. Books
- G. News
- G. Scholar
- Persée
- Qwant
- (zh) Baidu
- (ru) Yandex
- (wd) trouver des œuvres sur Wikidata

| 1. | Préciser le motif de la pose du bandeau. | Précisez le motif de la pose du bandeau en utilisant la syntaxe suivante : {{admissibilité à vérifier\|date=août 2025\|motif=remplacez ce texte par le motif}}                        |
| 2. | Informer les utilisateurs concernés.     | Pensez à avertir le créateur de l'article, par exemple, en insérant le code ci-dessous sur sa page de discussion : {{subst:avertissement admissibilité à vérifier\|Lyes Hammadouche}} |

Lyes Hammadouche (né en 1987 en Algérie) est un artiste et chercheur français, actif entre Paris et Beijing, où il enseigne à l'Académie centrale des beaux-arts de Chine,.

## Biographie
Lyes Hammadouche est né en Algérie en 1987 et a déménagé en France vers 1993,.  
Il a obtenu une licence en beaux-arts à Poitiers en 2010, puis un master à l’École nationale supérieure des Arts Décoratifs (ENSAD) en 2013.  
En 2019, il a soutenu une thèse de doctorat dans le programme PSL-SACRe, dirigée par Jérôme Sackur (EHESS) et Emmanuel Mahé (ENSAD).

## Carrière

### Enseignement et recherche
Depuis son doctorat, il enseigne l’art et le design à la CAFA à Pékin.  
Il est également affilié à EnsadLab (programme Reflective Interaction) en tant que doctorant-chercheur.

### Œuvres et expositions
Parmi ses œuvres, on compte « Black Sun » (2022), une installation motorisée composée d’un bras mécatronique et d’un miroir, produisant un disque qui change de taille en fonction de la distance du spectateur.
Il a participé à plusieurs expositions, notamment :
- Exposition personnelle « Temps Ductiles » lors de sa soutenance de thèse à l’ENSAD en 2019[10].
- Exposition solo « Time » au musée de l’automobile de Pékin, de janvier à mars 2019[11].
- Exposition « L’éclipse de Lune Bleue » à Beijing (résidence Yishu 8) en 2018[12].
- « La belle Vie numérique », Fondation EDF, Paris, 2018[13].
- « Zona Maco », Mexico, 2018[14].
- YIA Art Fair, Musée des Arts et Métiers, hors-les-murs, 2016[15].
- Prix Yishu 8 suivi d’une résidence à Beijing en 2017[16],[17].
- « The Bright Side » au Today Art Museum de Pékin, avec d'autres lauréats du Prix Yishu 8[18].

## Thèmes et pratiques artistiques
Lyes Hammadouche explore les frontières entre conscience, technologies persuasives (captologie), art et design. Formé à l’hypnose, il conçoit des œuvres qui interrogent « la conscience délocalisée et l’illusion du soi », utilisant lunettes, bijoux et sculptures quasi-fonctionnelles, souvent teintées d’un humour ludique.

## Œuvres sélectionnées
- Black Sun (2022), installation motorisée avec miroir[20].

## Récompenses et distinctions
- Lauréat du Prix Yishu 8 (France Prize) en 2017[21],[22].